# Zwota (Klingenthal)
Zwota – dzielnica miasta Klingenthal w Niemczech, w kraju związkowym Saksonia, w powiecie Vogtland. Do 31 grudnia 2012 samodzielna gmina wchodząca w skład wspólnoty administracyjnej Klingenthal. Do 29 lutego 2012 należała do okręgu administracyjnego Chemnitz.